# 全國人民代表大會台灣省代表團
全国人民代表大会台湾省代表团，簡稱全国人大台湾省代表团，是在中华人民共和国的最高權力機構全国人民代表大会中，代表中华人民共和国所宣稱的台灣省行使國家立法權的人大代表组成的代表团。台灣省的全国人大代表由中国大陸各省、自治区、直辖市和中国人民解放军內部的台灣省籍人士中选出。

## 歷史
臺灣地區由第二次國共內戰到兩岸分治的系列事件下目前由中華民國政府治理，於全國人民代表大會上缺乏台灣省的代表團問題，1975年第四屆人大會議期間正式成立由12名代表组成的台灣省代表團，與其他各省市一樣，負責省內相關政策提案。隨後在3年後的五屆全國人大上決議，台灣暫時選舉13名全國人大代表出席會議，其餘按人口比例應選代表的名額將予以保留，在兩岸統一的情況下，方一併給予。
依照《台湾省出席第十二届全国人民代表大会代表协商选举方案》，從當時分佈在中國大陸各地約3萬3千名台籍人士中，依照省份協調派出120多名的代表前往北京参加为期一周的协商选举会议，再從中互相選出最後出席的13名全國人大代表，剩餘的又成為全國政協委員。这120多名左成員中多數是父母為台灣出生者，後放寬為父母有一方是台灣出生者亦可，另少數為台灣前往中國大陸定居並转化为大陆户籍人士。在中国大陆定居、拥有港澳台居民居住证的台湾同胞，即中華民國國民，中华民国称台灣地區人民。此类人员身份主要是台商、台籍员工和台籍学生。理論上，台湾同胞都能參選，但依照中華民國法律《台灣地區與大陸地區人民關係條例》「台灣地區人民、法人、團體或其他機構，不得擔任經行政院大陸委員會會商各該主管機關公告禁止之大陸地區黨務、軍事、行政或具政治性機關（構）、團體之職務或為其成員。」所以參與者若有朝一日回台澎金馬可能被中华民国政府移送法辦。
現在新一代的台灣人大代表大多已經不是在台灣出生，只是祖籍為台灣，2008年13名全国人大代表只有经济学家林毅夫的妻子陈云英一人出生于台湾。全国人大常委会法制工作委员会明确规定：“来内地投资的台湾同胞，在县、乡人大代表选举期间在内地的，可以参加现在工作地的选举。”2002年曾有台商曾玉书当选宁波市鄞州区人大代表。2008年，在厦门的台商林重光被提名推荐为思明区人大代表候选人，不过其后落选。至今未出现保有完整中華民國國民身份，而以台湾同胞身份当选的全国人大代表。
英國廣播公司認為，因中華人民共和國並未實際控制台灣，大部份代表僅籍貫在台灣，不是台灣民眾選舉出來，不能代表台灣的民意。

## 历届代表
| 选举 | 届次     | 代表 | 名额     |
| ---- | -------- | --- | -------- |
| 1959 | 第二届   | 名额悬空 | 名额悬空 |
| 1964 | 第三届   | 名额悬空 | 名额悬空 |
| 1975 | 第四届   | 王碧云（女）、田富达、冯炎火、李丽（女）、李辰、张桂珠（女）、陈木森、陈逸松、林丽韫（女）、林德时、钟维旺、蔡子民                     | 12       |
| 1978 | 第五届   | 田富达、冯炎火、江水生、李辰、吴国祯、陈木森、陈逸松、林丽韫、林良材、林敏敏、林德时、钟炳松、蔡子民                                   | 13       |
| 1983 | 第六届   | 卢国松、田富达（高山族）、刘彩品、江水生、李志民、李辰、吴国祯、邱宝云、陈木森、范增胜、林丽韫、郭平坦、蔡子民                         | 13       |
| 1988 | 第七届   | 田富达、刘彩品、江水生、李辰、杨玉辉、吴国祯、張洽、陆毅中、陈贵州、范增胜、林丽韫、黄顺兴、蔡子民                                     | 13       |
| 1993 | 第八届   | 王安生、田富达（高山族）、刘彩品、江水生、李辰、杨玉辉、吴国祯、张克辉、陈贵州、范增胜、林丽韫、洪涛、蔡子民                           | 13       |
| 1998 | 第九届   | 刘亦铭、杨国庆、张永钧、张希东、陈贵州、陈蔚文、范增胜、胡亚芳（高山族）、洪涛、梁燕君、蔡胜定、魏丽惠                                 | 13       |
| 2003 | 第十届   | 王琼瑛（女）、刘琪、杨国庆、何大欣、张永钧、陈云英（女）、陈建德、陈蔚文、范增胜、胡亚芳（女，高山族）、胡有清、詹高越、魏丽惠（女）。 | 13       |
| 2008 | 第十一届 | 孔令智、朱台青、吴琼开、何大欣、张雄、陈云英（女）、陈军（女，高山族）、陈清海、陈蔚文、陈耀中、胡有清、梁国扬、魏丽惠（女）           | 13       |
| 2013 | 第十二届 | 孔令智、朱台青、江尔雄（女）、杨晓红（女）、汪毅夫、张晓东、张雄、陈云英（女）、陈军（女，高山族）、陈清海、陈蔚文、符之冠、廖海鹰     | 13       |
| 2018 | 第十三届 | 许沛、邹振球、张晓东、张雄、陈云英、陈军、林青、黄志贤、梁志强、曾力群、蔡培辉、廖海鹰                                                 | 13       |
| 2023 | 第十四届 | 李兴魁、邹振球、陈永东、陈贵静、林青、周琪、郑建闽、陶骏、曾力群、蔡培辉、廖志豪、颜珂                                                 | 13       |